# Льейда (футбольный клуб)
«Льейда» (кат. Club Lleida Esportiu) — каталонский футбольный клуб из одноимённого города, в одноимённой провинции в автономном сообществе Каталония.
Основан в 2011 году, вместо ликвидированной в середине мая 2011 года из-за долга в 27,2 миллион евро «Лериды». Его имя на аукционе было приобретено предпринимателем из Льейды Сиско Пужолом (Sisco Pujol), который и создал новый клуб.

## История выступлений
| Сезон   | Дивизион | Место | Кубок   |
| ------- | -------- | ----- | ------- |
| 2011/12 | 2ªB      | 7-е   | 1 раунд |
| 2012/13 | 2ªB      | 4-е   | 2 раунд |
| 2013/14 | 2ªB      | 3-е   | 1/32    |
| 2014/15 | 2ªB      | 5-е   | 3 раунд |
| 2015/16 | 2ªB      | 4-е   | 3 раунд |
| 2016/17 | 2ªB      | 8-е   | 2 раунд |
| 2017/18 | 2ªB      | 7-е   | 1/16    |
| 2018/19 | 2ªB      | 6-е   | 3 раунд |
| 2019/20 | 2ªB      | 5-е   | 1 раунд |